# Occhiobello
Occhiobello est une commune de la province de Rovigo dans la région Vénétie en Italie.

## Administration
| Période                                  | Période  | Identité        | Étiquette       | Qualité |
| ---------------------------------------- | -------- | --------------- | --------------- | ------- |
| 14 juin 2004                             | En cours | Gigliola Natali | Centro-Sinistra |         |
| Les données manquantes sont à compléter. |          |                 |                 |         |

### Hameaux
Borgo Chiavica, Casazza, Gurzone, Malcantone, Pastureria, Santa Maria Maddalena, Vallice 

### Communes limitrophes
Canaro, Ferrara di Monte Baldo, Fiesso Umbertiano, Stienta

### Jumelages
- Mennecy (France)
- Renningen (Allemagne)